# Ruma (stacja kolejowa)
Ruma (serb. Рума) – stacja kolejowa w Rumie, w okręgu sremskim, w Serbii.
Stacja znajduje się na ważnej magistrali Belgrad – Šid, łączącej Belgrad z Zagrzebiem. Stacja położona jest na południe od miasta.

## Linie kolejowe
- Belgrad – Šid
- Ruma – Zvornik